# Jean-Paul Loublier
Jean-Paul Loublier est un ingénieur du son français.

## Filmographie partielle

### Cinéma
- 1971 : Le Printemps de Marcel Hanoun
- 1972 : L'Automne de Marcel Hanoun
- 1973 : Soleil O de Med Hondo
- 1977 : Le Regard de Marcel Hanoun
- 1979 : Comme les anges déchus de la planète Saint-Michel de Jean Schmidt
- 1979 : Pour mémoire (La Forge) de Jean-Daniel Pollet
- 1982 : Le Rose et le Blanc de Robert Pansard-Besson
- 1983 : Le Cercle des passions de Claude d'Anna
- 1984 : Marche à l'ombre de Michel Blanc
- 1984 : Fort Saganne d'Alain Corneau
- 1984 : Rive droite, rive gauche de Philippe Labro
- 1985 : Parole de flic de José Pinheiro
- 1985 : Les Spécialistes de Patrice Leconte
- 1985 : Éponine de Michel Chion (court métrage)
- 1986 : Les Folles Années du twist de Mahmoud Zemmouri
- 1986 : La Gitane de Philippe de Broca
- 1987 : Last Song de Dennis Berry
- 1987 : Résidence surveillée de Frédéric Compain
- 1988 : Jours de vagues d'Alain Tasma (court métrage)
- 1988 : Ville étrangère de Didier Goldschmidt
- 1989 : L'Union sacrée d'Alexandre Arcady
- 1989 : Vanille fraise de Gérard Oury
- 1990 : Jean Galmot, aventurier d'Alain Maline
- 1992 : Un cœur en hiver de Claude Sautet
- 1992 : Les Amusements de la vie privée (I Divertimenti della vita privata)  de Cristina Comencini
- 1994 : Le Fabuleux Destin de madame Petlet de Camille de Casabianca
- 1994 : Trop de bonheur de Cédric Kahn
- 1995 : Nelly et Monsieur Arnaud de Claude Sautet
- 1997 : Oranges amères de Michel Such
- 1998 : C'est la tangente que je préfère de Charlotte Silvera
- 2003 : Brumes de Ricardo Costa
- 2004 : Claude Sautet ou la Magie invisible de N.T. Binh
- 2010 : Les Petits Ruisseaux de Pascal Rabaté
- 2011 : Une folle envie de Bernard Jeanjean

### Télévision
- 1993 : L'Affaire Seznec d'Yves Boisset
- 1995 : La Marche de Radetzky réalisée par Axel Corti et Gernot Roll

## Nominations
- César du meilleur son 1985 pour Fort Saganne
- César du meilleur son 1993 pour Un cœur en hiver
- César du meilleur son 1996 pour Nelly et Monsieur Arnaud